# Saimiri vanzolinii
Saimiri vanzolinii, o macaco-de-cheiro-de-cabeça-preta, é um primata platirrino, endêmico da Amazônia Central no Brasil. Pode ser confundido com indivíduos fêmeas de Saimiri boliviensis, embora o último careça de uma mancha central negra no dorso.
Esta espécie possui uma das distribuições geográficas mais restritas para um primata, vivendo em várzeas na confluência do rio Japurá e rio Solimões.